# 丁令斌

丁令斌牧徽

丁令斌，（1962年7月20日—），聖名伯多祿，天主教長治教區第四任正權主教。北京政府只承認他為助理主教，「輔助」因接受非法祝聖而對教區沒有管治權的靳道遠「主教」。
出生於一個天主教家庭，1982年畢業於長治醫學院後成為醫生，1988年進入武漢中南神哲學院修道，1992年晉鐸，2000年成為教區秘書長。丁神父在獲得梵蒂岡任命後不久，於2013年12月3日，以「民主選舉」方式獲選為助理主教候選人。2016年11月10日晉牧。